# Zekkeishoku
Zekkeishoku  (絶景色) é o primeiro álbum de estúdio da banda japonesa do movimento visual kei Alice Nine, lançado em 26 de abril de 2006. Sua versão limitada vem com um DVD, que contém um vídeo de músicas adicionais para a canção "Fantasy".
Em 29 de agosto de 2020, o Alice Nine fez uma apresentação ao vivo em comemoração aos 16 anos de banda, tocando em sua maioria músicas deste álbum.

## Recepção
Alcançou a décima terceira posição na Oricon Albums Chart e ficou na parada por seis semanas.
O website CD Journal foi positivo sobre o álbum, comentando: "A sensação refrescante da melodia da música é algo que não era visto nesse tipo de cena há algum tempo". Em relação aos gêneros, o site afirmou que os singles do álbum possem um rock impactante e que os arranjos das músicas são pop.

## Faixas
| N.º            | Título                                                           | Duração |  |
| 1.             | "Corona" (光環)                                                  | 5:10    |  |
| 2.             | "Velvet" (ヴェルヴェット)                                        | 5:13    |  |
| 3.             | "Fantasy"                                                        | 5:25    |  |
| 4.             | "3.2.1.REAL -SE-"                                                | 1:07    |  |
| 5.             | "Haru, Sakura no Koro" (春、さくらの頃)                          | 5:00    |  |
| 6.             | "Dead School Screaming"                                          | 3:47    |  |
| 7.             | "Kokkai no Kurage -Instrumental-" (黒海の海月 -Instrumental-)    | 1:06    |  |
| 8.             | "jelly fish"                                                     | 5:36    |  |
| 9.             | "World End Anthology" (ワールドエンドアンソロジー)               | 3:49    |  |
| 10.            | "Q."                                                             | 2:47    |  |
| 11.            | "Kowloon – Nine Heads Rodeo Show" (九龍 -NINE HEADS RODEO SHOW-) | 4:36    |  |
| 12.            | "Armor Ring"                                                     | 7:23    |  |
| Duração total: | Duração total:                                                   | 51:16   |  |

| N.º | Título                 | Duração |  |
| 1.  | "Fantasy" (Videoclipe) |         |  |

## Ficha técnica

### Alice Nine
- Shou - vocal
- Hiroto  - guitarra
- Tora - guitarra
- Saga - baixo
- Nao - bateria